# Провулок Івана Луценка
Провулок Івана Луценка — одна із вулиць Одеси, розташована в історичному центрі. Бере початок від вулиці Дерибасівської і закінчується вул. Ніни Строкатої, перетинаючи Грецьку вулицю. Провулок іде вздовж Грецької площі.
Вулиця була закладена ще наприкінці 18-го і у перші роки 19-го століття. Першою назвою провулку був Колодезний, від так званого Грецького фонтану (тобто криниці), що знаходився на Грецькій площі до 1830. Уже у 1836 році криниця змінила своє розташування і знаходилася між будинками Торичелі та Ольховського, що також відповідає провулку. До 1804 року Грецька площа взагалі не забудовувалася, але зводилися будинки із парного боку.
У 1847 році провулок був названий Крамаревський в честь одеського купця 1-ї гільдії, Крамарева Михайла Антоновича, який володів двома будинками на вулиці Дерибасівській, зокрема будинком № 3 і № 27 (не відповідає сучасній нумерації). Останній знаходився навпроти Міського саду, на місці сучасного Пасажу. 29 жовтня 1852 року провулок змінив свою назву в честь іншого домовласника — Ширяєва Дмитра Васильовича, який володів будинком у цьому провулку. Спочатку провулок був названий Ширяєвський, пізніше, з 1860 року — Ширяєва. 15 лютого 1869 року назву провулку змінили на Дерибасівський, в честь Фелікса де Рібаса, і відповідно до вулиці від якої провулок бере свій початок. у 1875 році провулку повернули первинну назву — Колодезний. Після Другої світової війни провулок названо в честь віце-адмірала Жукова Гаврила Васильовича, який жив у будинку на перетині цього провулку із вулицею Грецькою. Спочатку, 29 березня 1957 року, провулок помилково назвали Контр-адмірала Жукова, але вже у січні 1958 виправили на провулок Віце-Адмірала Жукова. 26 липня 2024 року розпорядженням Голови Одеської ОВА провулок отримав сучасну назву, на честь українського лікаря, громадського, політичного і військового діяча, Івана Луценка.
Сучасний провулок Луценка відомий завдяки бару Гамбрінус, розташованого у підвальному приміщенні будівлі колишнього готель Готелю «Франція» на перетині із Дерибасівською. Іншою відомою пам'яткої є будівля Одеський обласний драматичного театру, розташована на перетині із вулицею Грецькою.

## Галерея

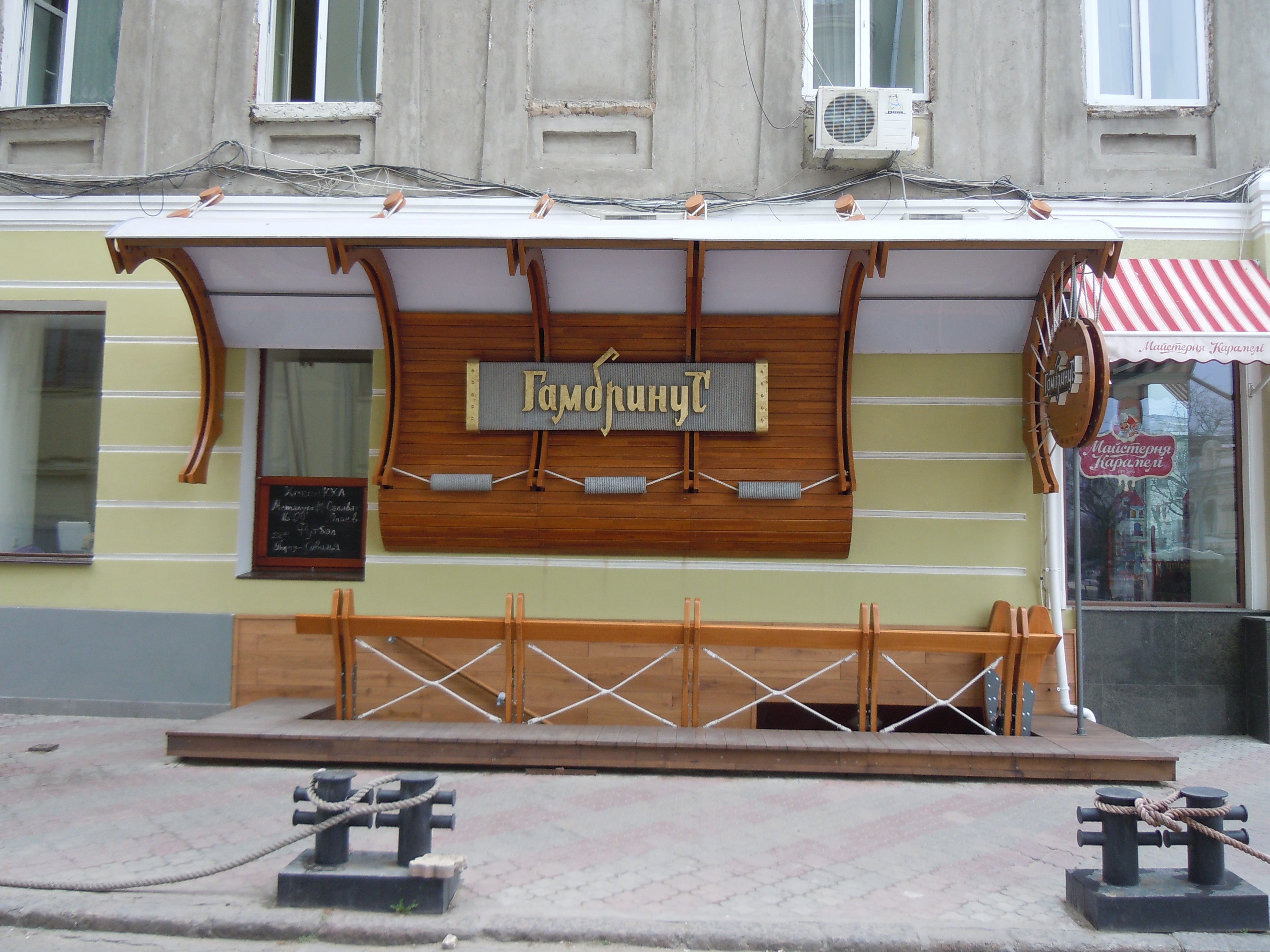
Бар Гамбрінус у підвалі готелю "Франція"
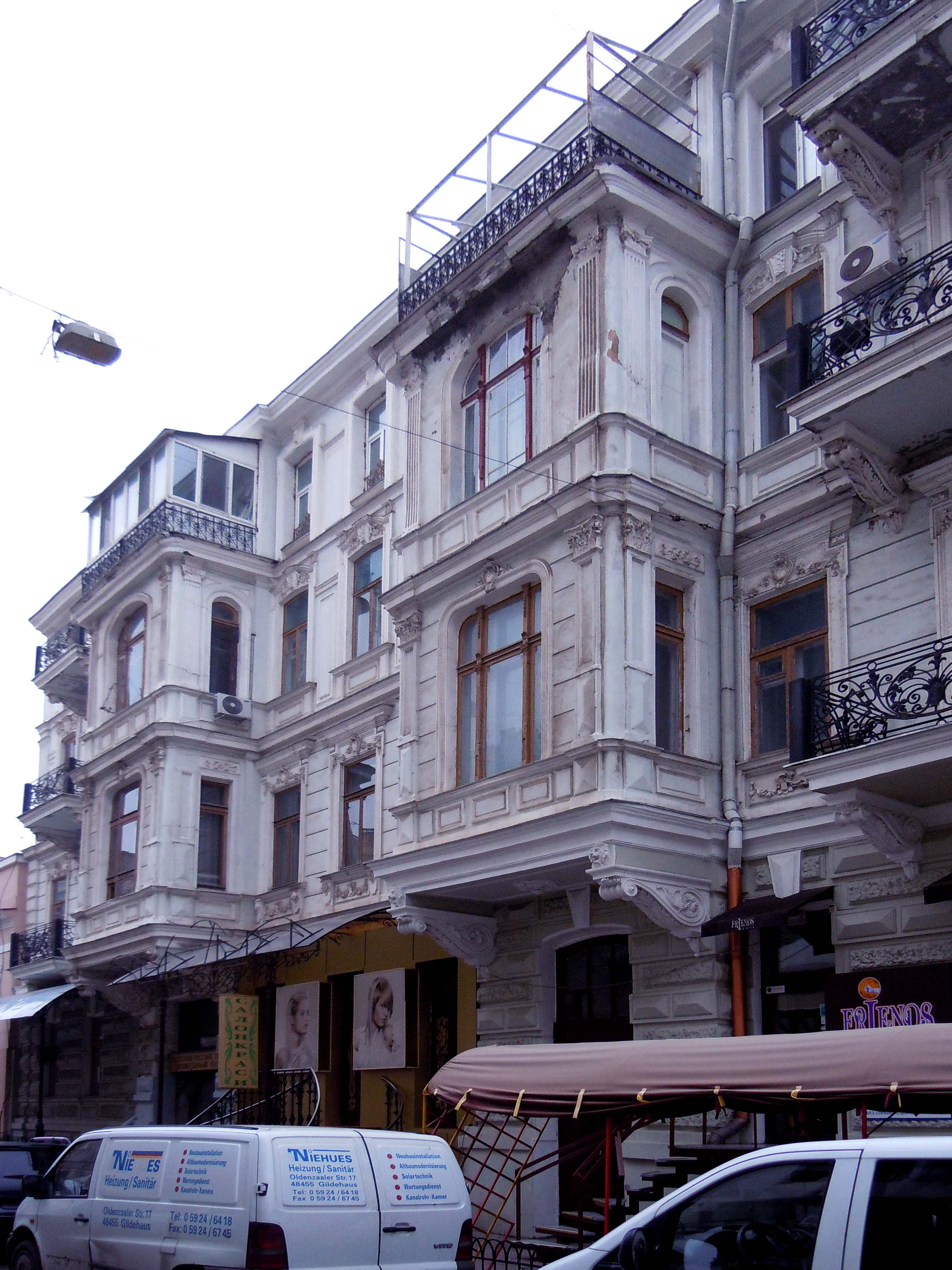
Будинок прибутковий Бістаня
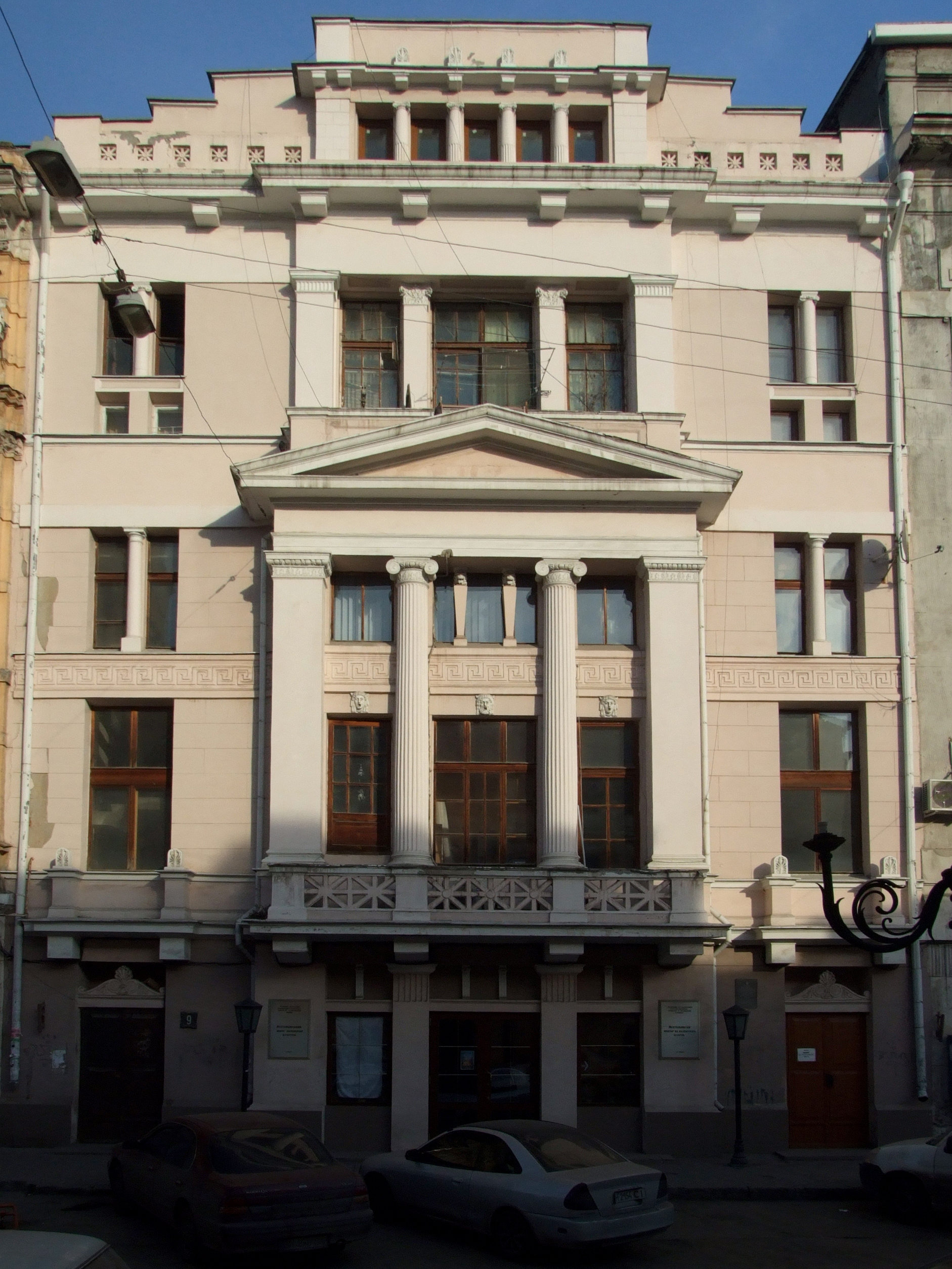
Будівля грецького товариства (Клуб “Омонія”)
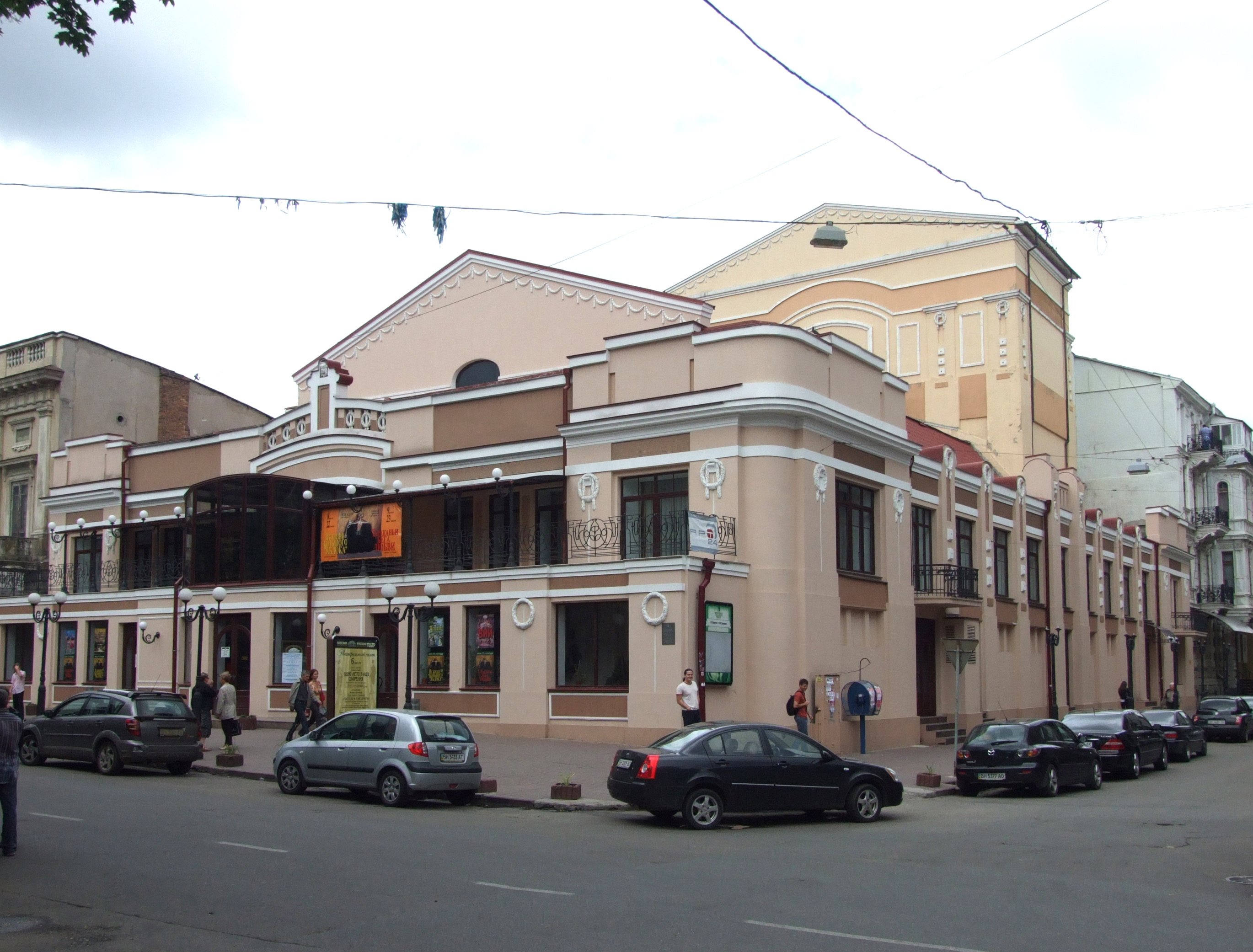
Одеський обласний драматичний театр
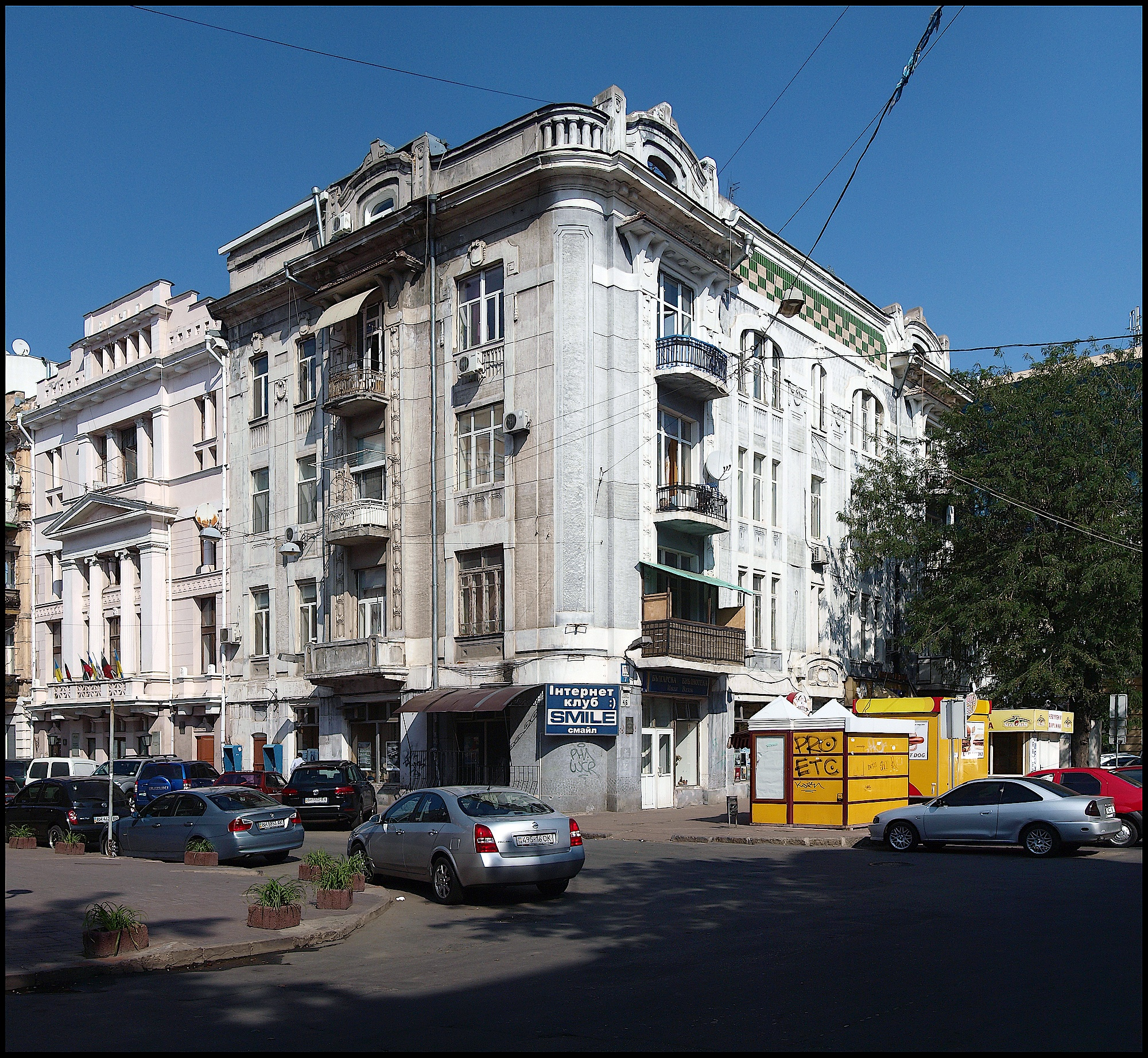
Прибутковий будинок Артура Антоновича Анатри
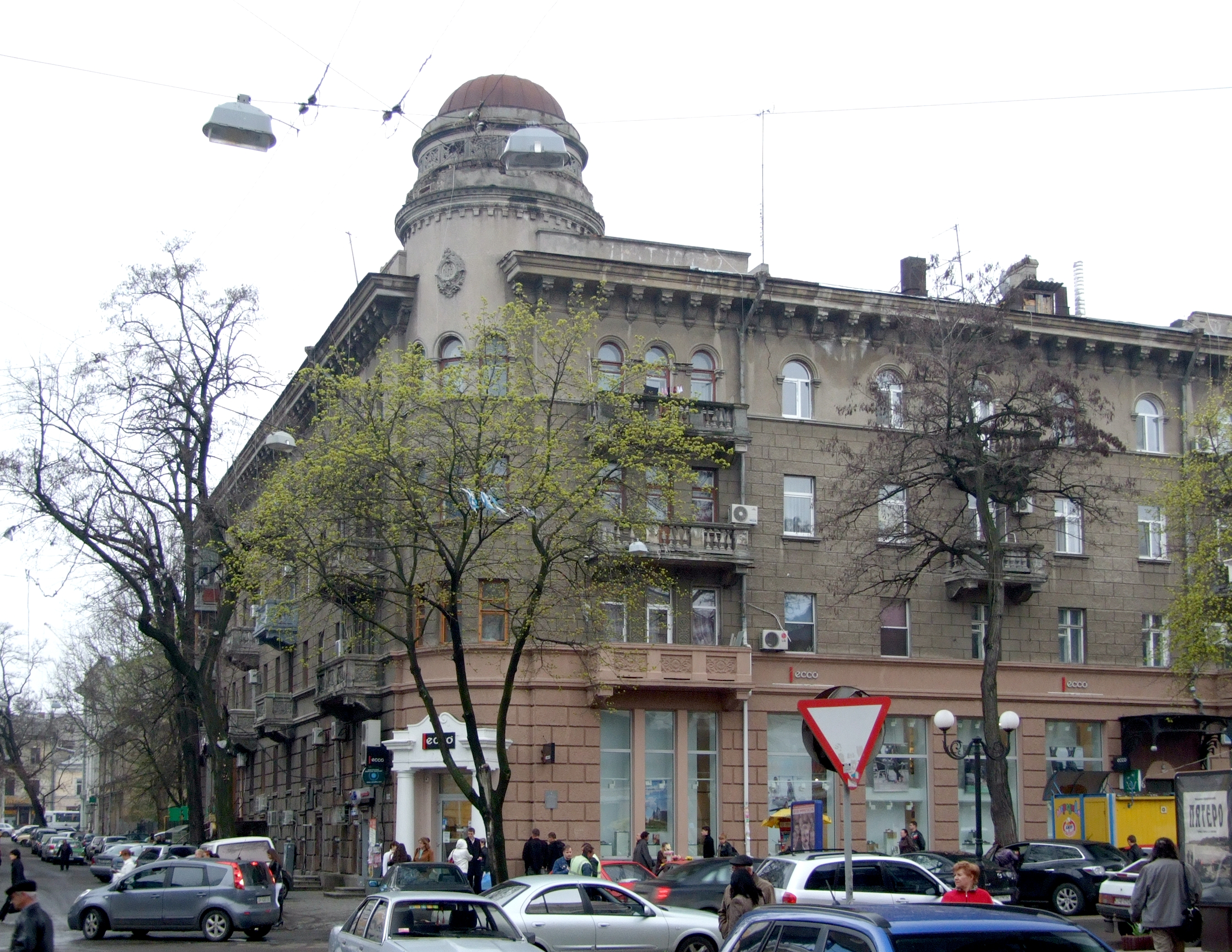
Будинок житловий, в якому у 1954-1957 рр. жив Г.В. Жуков
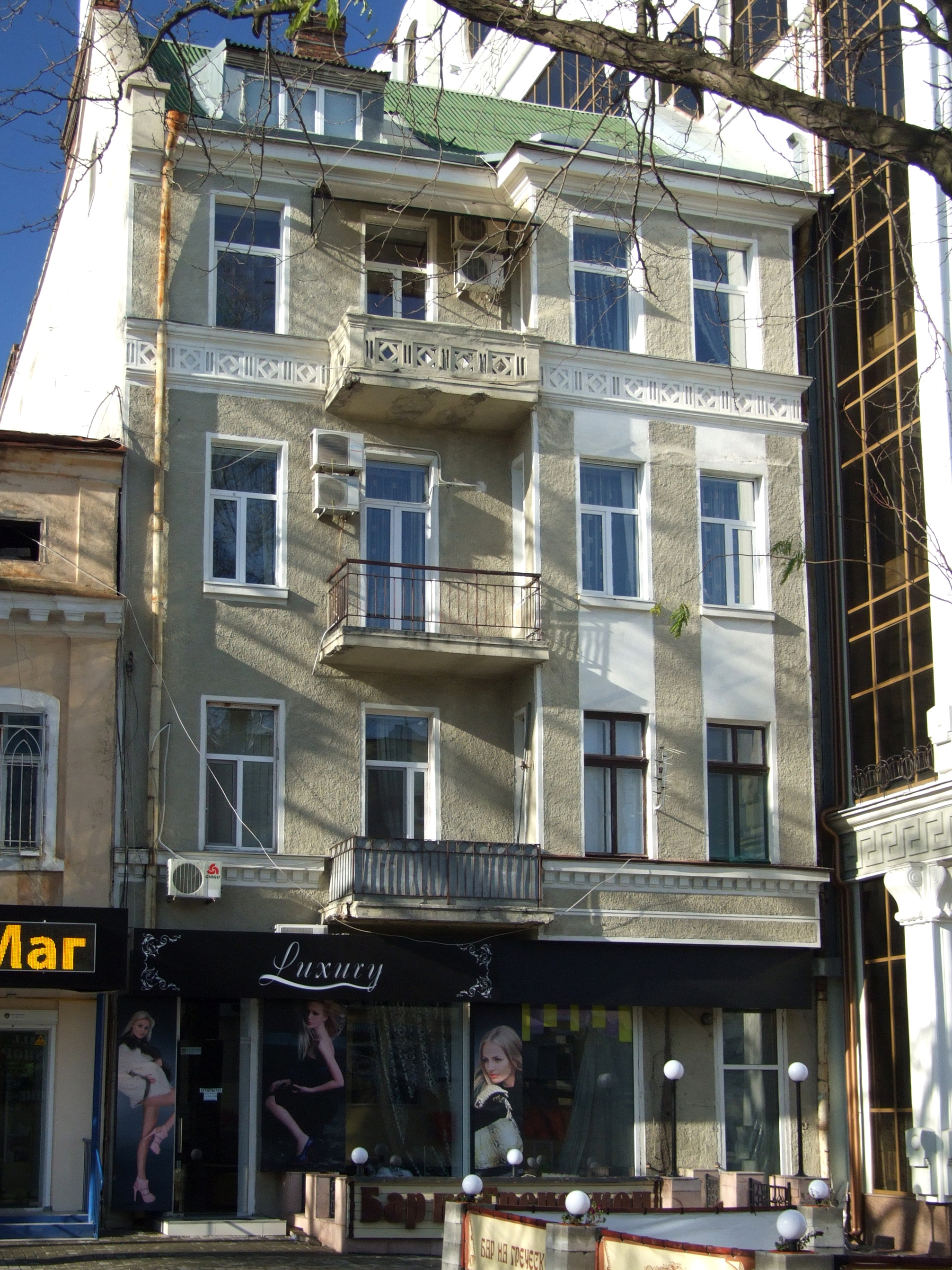
Будинок прибутковий Фрідерікса – Маразлі
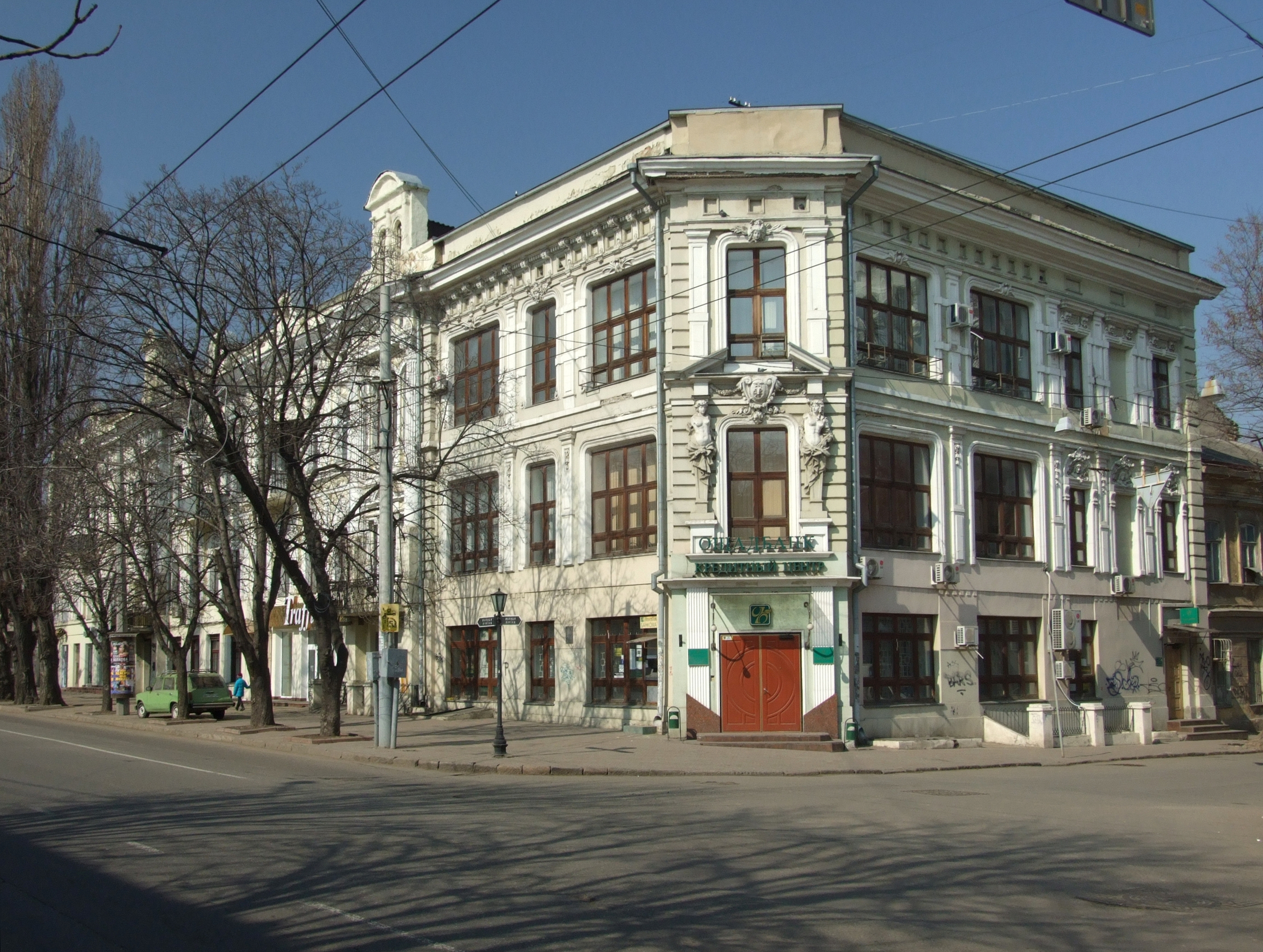
Будинок прибутковий Ландесмана